# Parafia Matki Bożej Różańcowej w Turzy Wielkiej
Parafia Matki Bożej Różańcowej w Turzy Wielkiej – parafia rzymskokatolicka w diecezji toruńskiej, dekanacie działdowskim, z siedzibą w Turzy Wielkiej. 

## Historia
- 1502 – pierwsze wzmianki historyczne o wsi
- czerwiec 1924 – poświęcenie kamienia węgielnego pod budowę kościoła,
- 26 października 1924 – poświęcenie kościoła
- 1 lipca 1935 – powstanie parafii erygowanaj dekretem biskupa chełmińskiego Stanisława Wojciecha Okoniewskiego. Pierwszym proboszczem (kuratusem) był ks. Jan Dettlaff, aresztowany jesienią 1939 i zamordowany w obozie w Dachau.
- od jesieni 1939 do jesieni 1942 – kościół został najpierw ograbiony, a potem zamknięty przez okupantów i przeznaczony na magazyn.

Parafia administracyjnie podlegała diecezji chełmińskiej, a po reformie z 25 marca 1992 należy do diecezji toruńskiej.

## Kościół parafialny
Kościół parafialny został wybudowany w 1924 staraniem Franciszka Grzeszczyka i z inicjatywy właściciela majątku - Aleksandra Kamińskiego. Jest to budowla murowana, z wieżą, chórem, organami piszczałkowymi, amboną i zakrystią. Mieści około 700 osób. W ołtarzu głównym znajduje się obraz Matki Boskiej Różańcowej ze św. Dominikiem i Klarą.

## Inne kaplice i kościoły
Na terenie parafii znajduje się kościół pod wezwaniem św. Michała Archanioła w Uzdowie (odpust: w niedzielę 29 września).

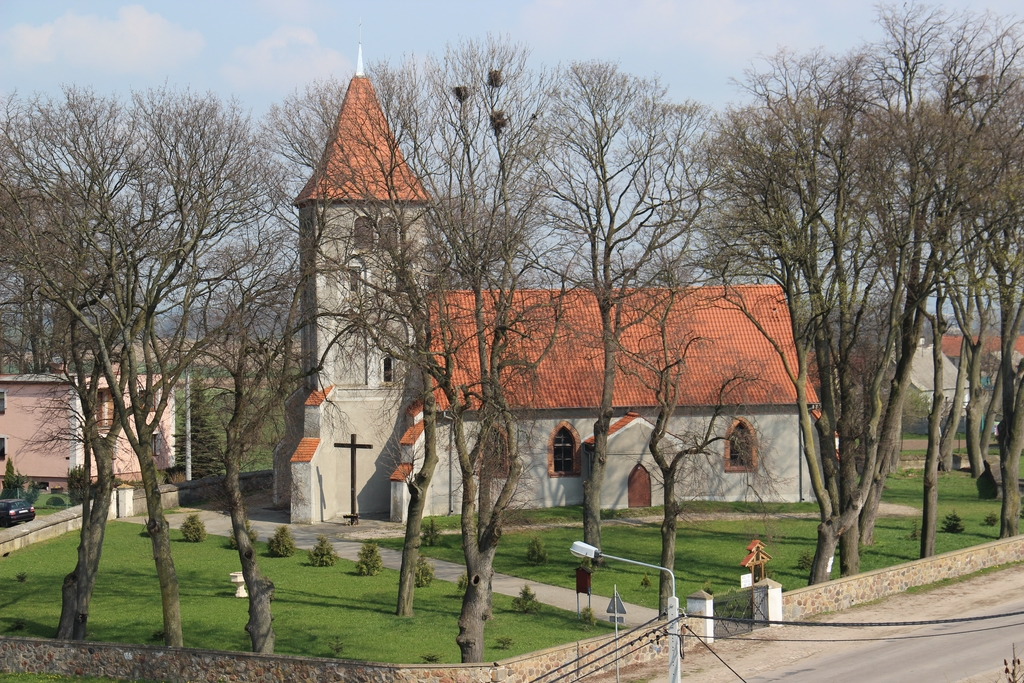
Kościół filialny Św. Michała Archanioła w Uzdowie

## Grupy parafialne
Żywy Różaniec, Kółko Ministranckie, Akcja Katolicka, Schola parafialna

## Miejscowości należące do parafii
- Kramarzewo
- Myślęta
- Niestoja
- Sękowo
- Skurpie
- Uzdowo